# 巴胡塔苏木
巴胡塔苏木是中华人民共和国内蒙古自治区通辽市科尔沁左翼后旗下辖的一个苏木。巴胡塔即“巴格塔拉”谐音，蒙古语意为“小草甸子”。
2012年1月20日，内蒙古自治区人民政府批复同意分别从努古斯台镇和甘旗卡镇划出部分区域，设置巴胡塔苏木，辖哈伦呼都嘎、查干塔拉布日、准巴嘎塔、白兴吐、乌日图巴嘎塔拉、边界、召根苏莫、巴嘎塔拉、伊和塔拉、布日敦、敖包、哈日额日格、伊和宝力高、沙布嘎吐、边步拉、花根、德日苏17个嘎查，驻巴嘎塔拉。

## 行政区划
巴胡塔苏木下辖以下村级行政区划单位：
伊和布拉格嘎查、伊和塔拉嘎查、布日敦嘎查、哈日额日格嘎查、沙布嘎吐嘎查、边布拉嘎查、花根嘎查、德日苏嘎查、霍拉吐敖宝嘎查、巴嘎塔拉嘎查、召根苏莫嘎查、哈伦呼都嘎嘎查、乌日都巴嘎布拉格嘎查、准巴嘎塔拉嘎查、边界嘎查、查干塔拉布日嘎查和百兴吐嘎查。